# إنغريد فيتلسين
إنغريد فيتلسين هي مغنية ومغنية أوبرا نرويجية، ولدت في 22 سبتمبر 1981 في أوسلو في النرويج.

## وصلات خارجية
- الموقع الرسمي